# Ludlow, Illinois
Ludlow là một làng thuộc quận Champaign, tiểu bang Illinois, Hoa Kỳ. Năm 2010, dân số của làng này là 371 người.

## Dân số
Dân số qua các năm:
- Năm 2000: 324 người.
- Năm 2010: 371 người.